# 汉斯·波瑟

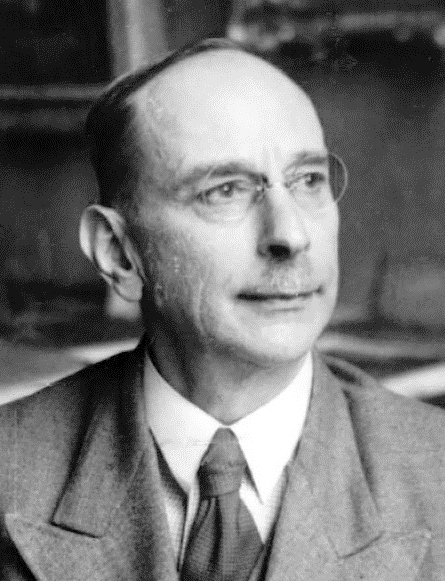
汉斯·波瑟，攝於1938年

汉斯·波瑟（德語：Hans Posse，1879年2月6日—1942年12月7日）是德國一名美术史學家和博物館策展人。
1910年，汉斯·波瑟擔任德累斯顿国家美术馆馆长。1939年7月到1942年年初，波瑟被阿道夫·希特勒任命為林茨美術館專員，負責採購藝術品。1942年，波瑟因癌症去世。

## 外部連結
- Literature by and about Hans Posse in the catalog of the German National Library （页面存档备份，存于）